# Жарновица
Жа́рновица (словац. Žarnovica, нем. Scharnowitz, венг. Zsarnóca) — город в центральной Словакии, расположенный между горными массивами Втачник и Штьявницке Врхи. Население — около 6,3 тысяч человек.

## Название
Название происходит от слова «жёрнов», которые использовались в шахтах при перемолке породы.

## История
Жарновица впервые упоминается в 1332 году. В 1480—1485 Урбан Доци строит здесь готический замок, который становится административным центром Ревиштского панства. В 1677 город сожгли куруцы. В XVIII веке в Жарновице открывается завод, который плавил железную руду, добытую неподалёку. В 1876 году открывается крупная лесопилка.

## Население
| Год:                | 1994 | 2004    | 2014    | 2024     |
| ------------------- | ---- | ------- | ------- | -------- |
| Количество человек: | 6591 | 6522    | 6430    | 5576     |
| Разница:            |      | −1,04 % | −1,41 % | −13,28 % |

## Достопримечательности
- Приходской костёл
- Замок
- Развалины замка Ревиште неподалёку